# حزقيال كارلوس بلامبيرغ
حزقيال كارلوس بلامبيرغ (بالإسبانية: Juan Carlos Blumberg)‏ هو شخصية أعمال أرجنتيني، ولد في 1945 في بوينس آيرس في الأرجنتين.